# 義陽郡
義陽郡（ぎよう-ぐん）は、中国にかつて存在した郡。三国時代から唐代にかけて、現在の河南省南部と湖北省北部にまたがる地域に設置された。

## 概要
三国の魏により南陽郡から分割されて、義陽郡が立てられた。237年（景初元年）、襄陽郡鄀県・葉県を義陽郡に転属させた。義陽郡は荊州に属した。魏の義陽郡はほどなく廃止された。
西晋の太康年間、ふたたび南陽郡を分割して、義陽郡が立てられた。晋の義陽郡は新野・穣・鄧・蔡陽・随・安昌・棘陽・厥西・平氏・義陽・平林・朝陽の12県を管轄した。
469年（南朝宋の泰始5年）、郢州に転属した。476年（元徽4年）、司州に転属した。南朝宋の義陽郡は平陽・鄳・鍾武・宝城・義陽・平春・環水の7県を管轄した。
南朝斉のとき、北義陽郡と改称された。北義陽郡は平陽・義陽・保城・鄳・鍾武・環水の6県を管轄した。
504年（正始元年）、北魏の元英が義陽を奪った。北魏の義陽郡は郢州に転属した。
528年（大通2年）、北魏の郢州刺史の元願達が南朝梁に降伏し、義陽郡は南朝梁の統治下にうつった。南朝梁の義陽郡は司州に転属した。
549年（武定7年）、東魏が義陽郡を奪った。東魏の義陽郡は南司州に属し、平陽・義陽の2県を管轄した。
北周のとき、義陽郡は申州に転属した。
583年（開皇3年）、隋が郡制を廃すると、義陽郡は廃止されて、申州に編入された。606年（大業2年）、申州は義州と改称された。607年（大業3年）に州が廃止されて郡が置かれると、義州が義陽郡と改称された。義陽郡は義陽・鍾山・羅山・礼山・淮源の5県を管轄した。
621年（武徳4年）、唐により義陽郡は申州と改められた。742年（天宝元年）、申州は義陽郡と改称された。758年（乾元元年）、義陽郡は申州と改称され、義陽郡の呼称は姿を消した。

## 南義陽郡
東晋末年に義陽郡の流民を集めて南義陽郡が僑置された。
南朝宋のとき、南義陽郡は平氏・厥西の2県を管轄した。
南朝斉のとき、南義陽郡は平氏・厥西の2県を管轄した。
589年（開皇9年）、隋が南朝陳を滅ぼすと、南義陽郡は澧州と改められた。